# Halima Aden
Halima Aden   (Kakuma, 19 de setembre de 1997) és una model somali-estatunidenca. És coneguda per haver estat la primera dona a dur un hijab en el concurs Miss Minnesota USA, en què va ser semi-finalista. Després de la seva participació en la gala, Halima es va fer popular a nivell nacional i va ser fitxada per IMG Models. Va ser també la primera model a dur un hijab i un burkini en els Sports Illustrated Swimsuit Issue.
L'any 2021, va formar part de la llista 100 Women de la BBC .

## Infància
Aden va néixer en el camp de refugiats de Kakuma, a Kenya. És somali i als sis anys es va traslladar als Estats Units, establint-se a St. Cloud, Minnesota. Va assistir a l'Institut Apollo, on els seus companys la van votar com a seva reina del homecoming. És estudiant de la Universitat Estatal de St. Cloud.

## Carrera
L'any 2016, Aden va rebre l'atenció dels mitjans de comunicació nacionals després que competís en la gala Miss Minnesota USA, en convertir-se en la primera participant del certamen que vestís un burkini i un hijab. Alguns analistes ho van veure com un moviment cap a la diversifitat dins de la indústria de la moda.
L'any següent, Aden va signar un contracte de tres anys amb opció de renovació amb IMG Models. El febrer de 2017, va fer el seu debut a la Nova York Fashion Week per Yeezy Season 5. Més tard va servir com a preliminar i jutge telecast de la gala Miss USA 2017.
De llavors ençà ha desfilat per diversos dissenyadors, inclosos Maxmara i Alberta Ferretti. També ha participat en la Milan Fashion Week 2016 i en la London Modest Fashion Week. Aden ha posat per a American Eagle per la britànica Glamour, i surt en un coberta del CR Fashion Book.
Aden va ser la primera model amb hijab que va desfilar en passarel·les internacionals i que va ser contractada per una agència important. El juny de 2017, es va convertir en la primera model amb vel a la coberta de Vogue Arabia, d'Allure, i de Halima Aden Makes History As First Hijab-Wearing Model On Vogue's Cover Vogue.
L'any 2018, es va convertir en ambaixadora UNICEF. La seva feina està enfocada en els drets dels nens.
El maig de 2019, Aden es va convertir en la primera model a dur el hijab i el burkini a Sports Illustrated Swimsuit.
Aquest no va ser el primer cop en la seva carrera que va trencar fronteres, diversificant encara més la indústria per ser més inclusiva amb els musulmans. Aden va afirmar a Instagram que la seva aparença en Sports Illustrated Swimsuit envia un missatge tant a la seva comunitat com al món que "dones de tots els diferents rerefons, caires, criances...poden estar juntes i ser conegudes." Halima es va convertir en la primera dona negra amb hijab a aparèixer a la coberta de Essence magazine, en el seu exemplar de gener/febrer de 2020.
L'abril del 2019, Aden va col·laborar amb un marca de roba modesta, Modanisa, per dissenyar el seu turbant propi i una col·lecció de xals anomenada Halima x Modanisa. En una entrevista a Teen Vogue, Aden va afirmar que la seva col·lecció és per tothom, tant si duen hijab com si no. Va presentar la col·lecció a la Istanbul Modest Fashion Week el 20 d'abril de 2019.
El novembre de 2020, Aden va anunciar en una sèrie d'històries d'Instagram que havia deixat de ser model de passarel·la ja que això contravenia les seves creences religioses, tot i que des de llavors ha indicat que seguiria treballant com a model sempre i quan pogués decidir-ne les condicions. Aden va rebre suport en la seva decisió de gent com Rihanna, Gigi Hadid, i Bella Hadid. Més tard, Aden va anunciar que s'havia planejat de ser la primera dona somali a competir en el Miss Univers.
El desembre de 2021, va aparèixer a la llista 100 Women de la BBC.

## Preferències personals com a model
El contracte com a model d'Aden inclou el hijab, i l'ha convertit en una part no negociable de la seva feina.
Aden ha parlat sobre les dificultats que afronta en acceptar feines com a model que no accepten el fet que ella duu hijab. Va descriure experiències positives com amb Maxmara, on els models eren dissenyat concretament per a ella considerant les seves eleccions de roba. Aden reafirma que no necessita seguir els estàndards de la societat per tal de tenir èxit.